# Katy Perry

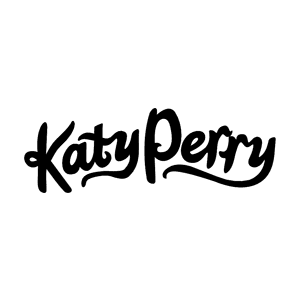
Logo van Katy Perry

Katy Perry, artiestennaam van Katheryn Elizabeth Hudson (Santa Barbara, 25 oktober 1984), is een Amerikaanse popzangeres-songwriter, actrice en gitariste. Ze verkreeg internationale bekendheid met het nummer I Kissed a Girl, dat in twintig landen de eerste plaats behaalde. Bekende hits van haar zijn onder andere Roar en Dark Horse die beide een groot succes betekenden. Roar werd de op een na bestverkochte single van 2014.
Ter promotie van het album Prism ging Perry op tournee met The Prismatic World Tour, die van 7 mei 2014 tot en met 18 oktober 2015 duurde. In 2016 bracht Katy Perry het nummer Rise uit. Dit nummer was de hymne voor de Olympische Zomerspelen van 2016. In 2017 maakte Katy Perry opnieuw haar comeback met Chained to the Rhythm, in samenwerking met Skip Marley.

## Biografie

### 2001–2007: Katy Hudson en Capitol Records
Perry groeide op in Santa Barbara in Californië. Ze groeide op in een conservatief gezin en er werd haar verboden om naar pop- en rockmuziek te luisteren. Haar beide ouders (Mary Christine (Perry) en Maurice Keith Hudson) zijn pastoren. Ze begon met het nemen van zanglessen op 9-jarige leeftijd. Toen ze 13 jaar was, begon ze met gitaarspelen. Vanwege haar zwaar religieuze familie deed ze de eerste ervaringen op van het zingen in de kerk.
Op 17-jarige leeftijd ondertekende Perry een contract met het christelijke label Red Hill Records. Ze bracht in 2001 als Katy Hudson een gospelalbum uit onder de gelijknamige titel Katy Hudson. Naderhand nam ze de artiestennaam Katy Perry aan, om verwarring met de actrice Kate Hudson te voorkomen. Het album, opgenomen in 2000 en 2001, werd geen succes en verkocht minder dan 200 exemplaren wereldwijd. De productie en verspreiding van het album stopten toen Red Hill Records in 2001 ophield te bestaan. Het album wordt geclassificeerd als klassieke muziek, omdat Perry's geloof in God centraal staan in de nummers. Ook zitten er elementen van de jeugd en de adolescentie in verwerkt. Het album kreeg gemengde waarderingen. Later begon ze over te schakelen naar popmuziek. Vanwege het stoppen van Red Hill Records tekende Katy Perry een contract met Columbia Records, maar dat label liet haar al snel vallen. In 2007 tekende ze een contract met Capitol Records en in datzelfde jaar bracht ze de digitale ep Ur So Gay uit, die zowel lovende als afkeurende reacties kreeg. Perry kreeg kritiek vanwege haar zogenaamde homofobie. Madonna bestempelde het nummer echter als haar favoriete nummer van dat moment.

### 2008–2009: Internationale doorbraak metOne of the Boys

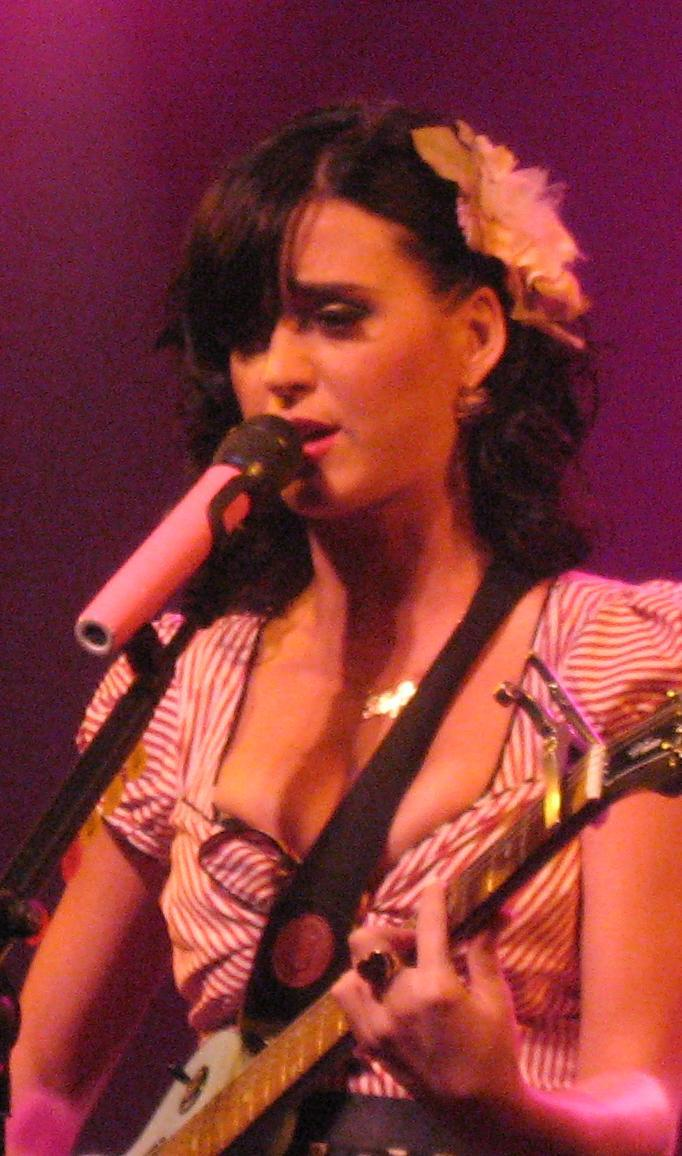
Katy Perry in Berlijn

In 2008 brak Perry wereldwijd door met het nummer I Kissed a Girl. Dit nummer stond op nummer 1 in meer dan twintig landen, waaronder de Verenigde Staten, ondanks de tekst die in dat land de aanleiding was voor een grote controverse. Met I Kissed a Girl brak ze ook door in België en Nederland. Nadat het nummer werd benoemd tot Alarmschijf door Radio 538 en 3FM Megahit, kwam het in de Nederlandse Top 40 op de eerste plaats terecht en bleef het daar twee weken bovenaan. Van het nummer zijn wereldwijd ruim 8 miljoen exemplaren verkocht, waarmee het een van de bestverkochte singles aller tijden is. Het nummer leverde Perry ook een nominatie op bij de Grammy Awards van 2008 in de categorie Best Female Pop Vocal Performance. De tweede single werd Hot n Cold, wat net als I Kissed a Girl een groot succes werd. Het nummer werd op 9 september 2008 uitgebracht. In Nederland haalde het de eerste plaats, waar het net als I Kissed a Girl twee weken bleef staan. In meer dan tien landen haalde het nummer de eerste plaats. Er zijn bijna 8 miljoen exemplaren van het nummer verkocht, waarmee het net als I Kissed a Girl tot de bestverkochte singles aller tijden behoort. Het nummer gaat over de ergernis van een vrouw (Perry) over haar vriend die niet kan kiezen. Perry bracht ook een versie uit met het karakter Elmo van Sesamstraat, met de bedoeling kinderen te leren over antoniemen. De videoclip werd officieel op 27 september 2010 uitgebracht. De videoclip zorgde voor veel controversie, vanwege de duidelijk zichtbare voorgevel van Katy Perry. Ur So Gay werd de promotiesingle van het album, ook al was het al in 2007 uitgebracht. Het werd een grote flop; het nummer bereikte in geen enkele officiële hitlijst een notering. De derde officiële single werd Thinking of You, wat geen succes werd. In geen enkel land haalde het nummer de top 10, op Brazilië na. In de Nederlandse Top 40 bereikte het de 18e plaats. Het nummer was de landelijke soundtrack van de soapserie India, a Love Story in Brazilië en werd daar een nummer 1-hit. Het werd daar met platina bekroond. De vierde single, Waking Up in Vegas, werd een groter succes. Het haalde in Canada de 2e plaats en in de Verenigde Staten de 9e plaats.
Op 17 juni 2008 kwam haar tweede studioalbum One of the Boys uit. Het werd een vrij groot succes. Wereldwijd werden er zeven miljoen exemplaren van verkocht.
In 2008 en 2009 mocht Katy Perry de EMA's presenteren.
Ter promotie van One of the Boys ging Katy Perry op tournee met de Hello Katy Tour. Op 1 juni 2009 trad ze in Nederland op en op 4 juli 2009 in België.

### 2010–2012:Teenage Dream

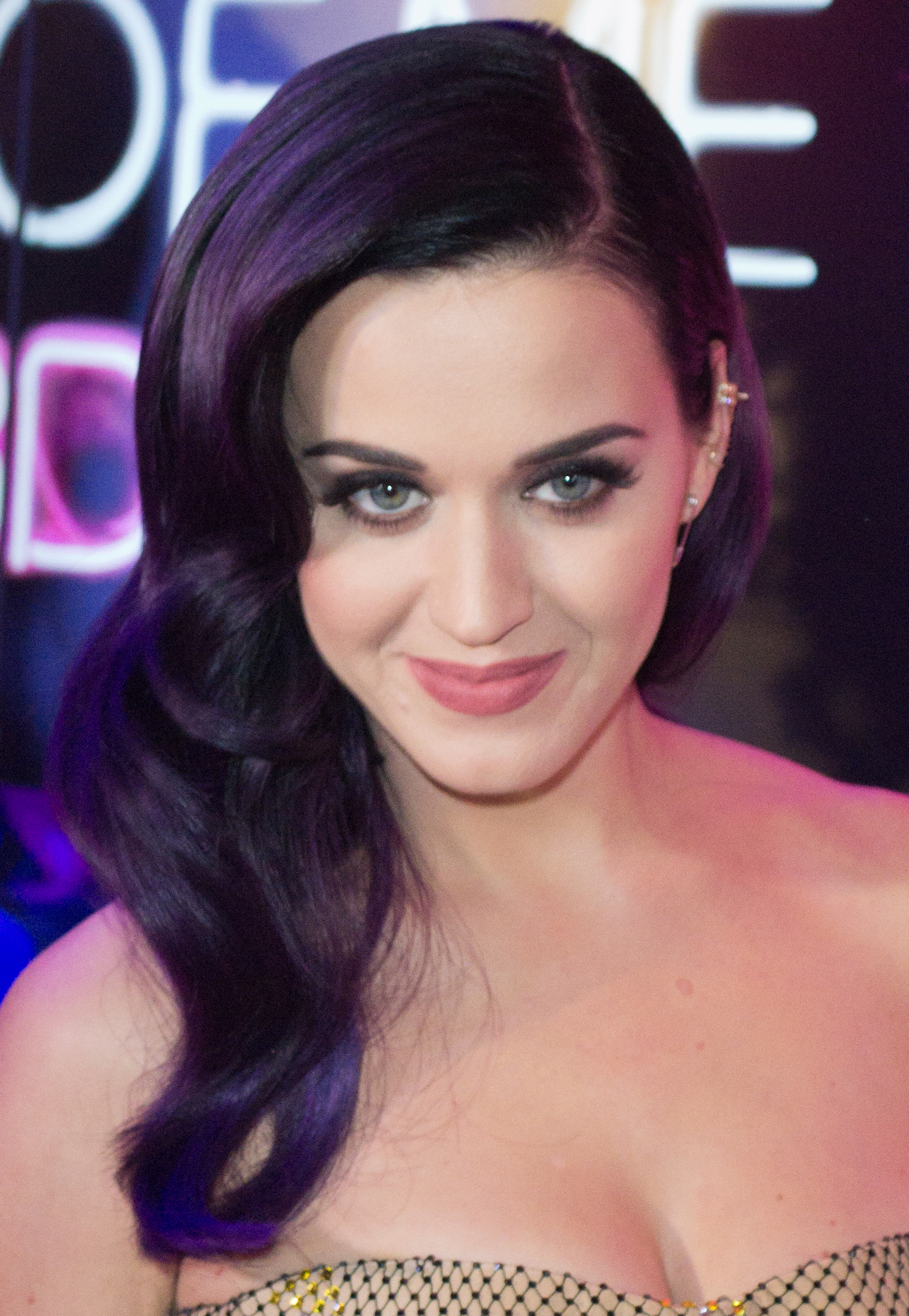
Katy Perry in 2012

Op de officiële site van Perry werd aangekondigd dat het album Teenage Dream zou verschijnen op 24 augustus 2010 in Amerika en Canada en op 30 augustus in de rest van de wereld. Zoals Perry al eerder had aangekondigd, zou het een zomers album worden met veel zomerse nummers als California Gurls met Snoop Dogg, de eerste single van het album. Dit nummer werd een groot succes. Het werd een van de meest succesvolle singles uit 2010. De tweede single, Teenage Dream, was ook wereldwijd een groot succes. Het werd een nummer 1-hit in Amerika. Als derde single werd Firework uitgebracht. De videoclip kwam op 28 oktober 2010 uit. De video werd gebruikt voor het project It Gets Better dat zich inzette voor de rechten van homo's. Als vierde single werd gekozen voor E.T.. Voor de volgende single werd gekozen voor Last Friday Night (T.G.I.F.). De videoclip kwam uit op 12 juni 2011 waarin Perry een nerd speelde. Terwijl ze daarin een sudoku aan het maken is, kan ze zich niet concentreren door het feest dat wordt gehouden bij de buren. Vervolgens gaat ze mee feesten met haar buurmeisje, dat gespeeld werd door zangeres Rebecca Black. Al deze singles van het album haalden in de Verenigde Staten de eerste positie, waarmee ze de eerste vrouwelijke artiest is die dat voor elkaar heeft gekregen. Door een mannelijke artiest is het één keer gelukt, door Michael Jackson met vijf singles van zijn succesvolle album Bad. Na Last Friday Night werd als laatste single The One That Got Away uitgebracht. Dit werd de enige officiële single van het album dat niet de eerste plaats in de Verenigde Staten behaalde. Echter, het bereikte wel de derde positie.
Op 20 november 2010 bracht Perry haar eerste parfum uit, getiteld Purr.
Twee dagen nadat de zangeres was getrouwd, veranderde ze haar naam in Katy Brand; haar artiestennaam wijzigde ze echter niet.
Van 20 januari 2011 tot 22 januari 2012 trad Katy Perry op met haar California Dreams Tour, ter promotie van het album Teenage Dream. Op 10 maart 2011 trad ze in België op. Op 15 maart 2011 was ze in Nederland te zien. Het tournee heeft ruim 60 miljoen dollar opgebracht.
In januari 2012 werd bekendgemaakt dat op 23 maart 2012 een nieuwe versie van het album Teenage Dream uit zou komen: Teenage Dream: The Complete Confection. Dit album zou alle nummers van Teenage Dream bevatten, inclusief vernieuwde versies van drie singles (E.T. met Kanye West, Last Friday Night met Missy Elliott en The One That Got Away in een akoestische versie). Ook zouden er drie nieuwe nummers op verschijnen. De eerste single van dit album kwam uit op 21 februari 2012, Part of Me. De andere twee nieuwe nummers waren Dressin' Up en Wide Awake. De laatste werd als single uitgebracht.
Katy Perry heeft zich in de tussentijd ook met het inspreken van films beziggehouden. Zo sprak ze in de film The Smurfs en het vervolg The Smurfs 2 de stem van Smurfin in.
Naast het inspreken van films zong Katy enkele liedjes in de computerspellen van The Sims 2 in het Simlish (een fictieve taal). In The Sims 3: Katy Perry's Sweet Treats deed ze hetzelfde met de single Last Friday Night. Dit spel kwam dan ook volledig tot stand met haar medewerking en bevatte allerlei virtuele meubels, kleren en kapsels die te zien waren in haar videoclips. Van The Sims 3: Showtime kwam een limited edition uit, The Sims 3: Showtime Katy Perry Collector's Edition, die enkele virtuele podiumdecoraties en kledij bevatte die Perry ontworpen had. Op de poster en de plectrums die zijn toegevoegd in de doos van dit spel is zij afgebeeld, en op de verpakkingen van The Sims 3: Showtime Katy Perry Collector's Edition en The Sims 3: Katy Perry's Sweet Treats staat ook een foto van haar. Perry bekent een groot fan te zijn van The Sims-spellen.

### 2013–2014:Prism

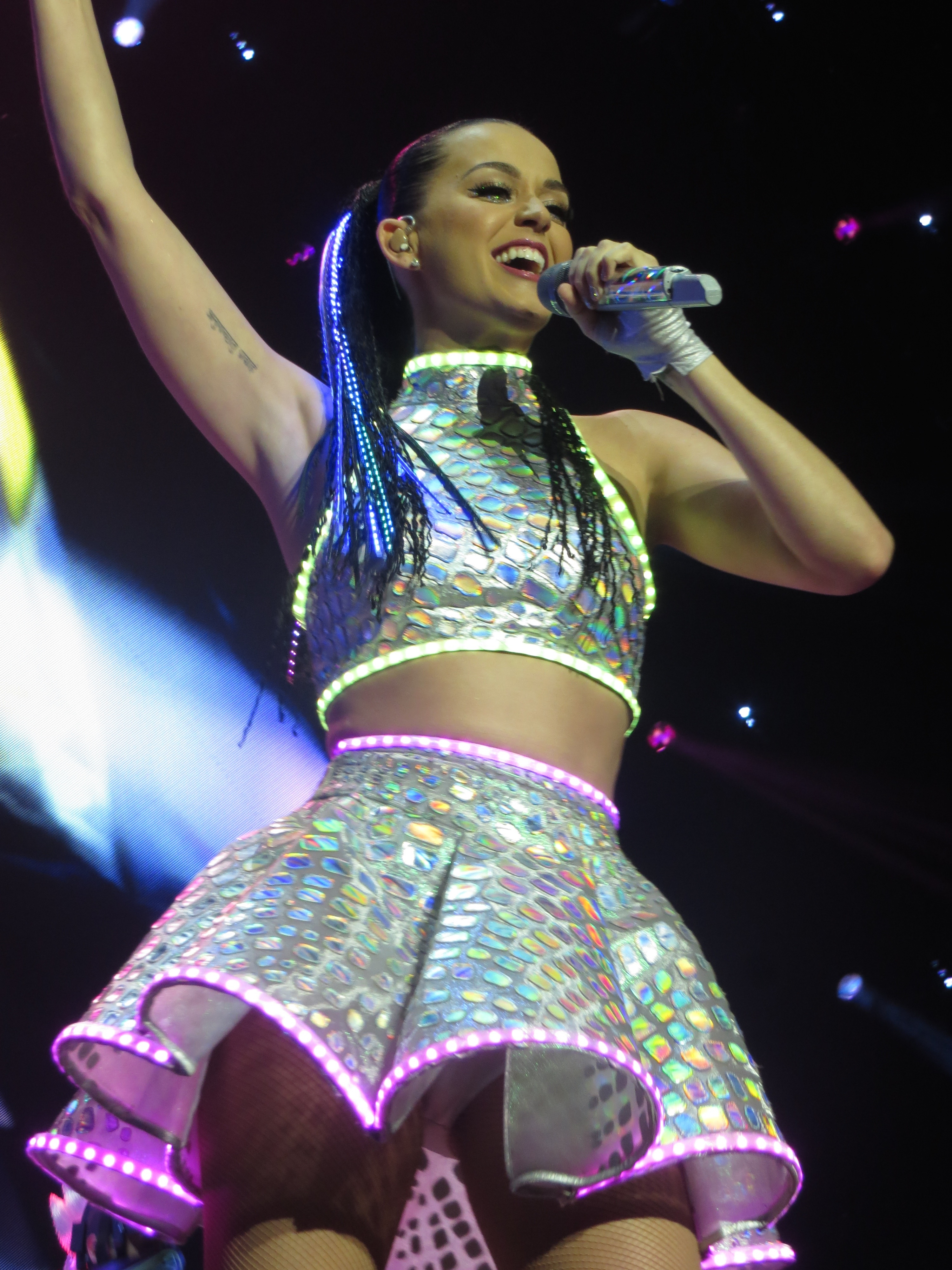
Katy Perry tijdens haar Prismatic World Tour

Nadat Katy Perry's California Dreams Tour eindigde, besloot ze om meer van haar leven te genieten voordat ze nieuwe nummers zou opnemen. Toen haar ex Russell Brand op 30 december 2011 Perry verliet, voelde ze zich een lange tijd depressief en dacht zelfs aan zelfmoord. In juni 2012 heeft Perry bevestigd dat ze een 'donkerder' album zou opnemen dan haar voorgaande muziekalbums. Ze begon in november 2012 met het opnemen van nummers voor haar vierde studioalbum.
De albumtitel werd Prism en het kwam uit op 18 oktober 2013.
Het nummer Roar is de eerste single die werd uitgebracht op 10 augustus 2013. Het haalde de eerste positie in veertien landen. In Nederland haalde het de top 5. De muziekvideo ervan werd in 2013 meer dan 2 miljard keer bekeken. Vervolgens werd het nummer Unconditionally uitgebracht op 6 oktober 2013. Op 17 december 2013 werd Dark Horse als derde single van het album uitgebracht. Het kwam op 17 september in datzelfde jaar uit als promotiesingle, toen mensen konden kiezen tussen Dark Horse en Walking on Air als promotiesingle, waarvan Dark Horse won. Echter, vanwege het commerciële succes van het nummer, werd besloten om Dark Horse als officiële single uit te brengen. Walking on Air kwam echter toch als tweede promotiesingle van het album uit op 30 september 2013. Dark Horse werd een enorm succes en behaalde de eerste plaats in Nederland en België. In totaal haalde het in acht landen de eerste plaats. Het werd met meer dan 13 miljoen verkochte exemplaren de op een na bestverkochte single van 2014 wereldwijd. In België werd het nummer met goud bekroond, evenals Roar. De videoclip van Dark Horse is inmiddels ruim 1,8 miljoen keer bekeken, waarmee het tot de 20 bestbekeken muziekvideo's van YouTube behoort. Een aantal maanden later, in april 2014, kwam het nummer Birthday uit. Dit viel enorm tegen na het overwegend grote succes van de voorloper, Dark Horse. In Nederland deed het nummer het net goed genoeg voor een positie in de Top 40 en Single Top 100. In België bleef het in de tipparade op de tweede positie steken. Als laatste single van Prism kwam het nummer This Is How We Do uit op 11 augustus 2014. Dit nummer deed het beter dan Birthday, maar nog steeds niet heel erg goed, ten opzichte van Roar en Dark Horse. In elf landen haalde het de top 20.
Ter promotie van het album Prism ging Katy Perry op tournee met The Prismatic World Tour. Deze tournee duurde van 7 mei 2014 tot en met 18 oktober 2015. Op 4 maart 2015 trad ze in België op. Op 9 en 10 maart in datzelfde jaar trad Perry in Nederland op.
Aan het eind van 2013 kreeg het nummer Roar een notering in de Radio 2 Top 2000. In 2014 steeg het naar de 879e plaats. Daarnaast kreeg Firework voor de eerste keer een notering, op plaats 1484.
Op 1 februari 2015 trad Katy Perry op bij de Halftime Show van Super Bowl XLIX. Ze begon met het nummer Roar. Hierna zong ze de nummers Dark Horse, I Kissed a Girl (in samenwerking met Lenny Kravitz), Teenage Dream, California Gurls. Hierna kwam Missy Elliott op het podium, waarmee Perry de nummers Get Ur Freak On en Work It van Elliott zong. Perry sloot hierna het optreden af met Firework. Volgens Guinness World Records keken er ruim 118 miljoen Amerikanen naar het evenement, waardoor het tot februari 2017 de meestbekeken Halftime Show van Super Bowl ooit is. Er keken namelijk ruim 150 miljoen mensen naar de Halftime Show van Lady Gaga in februari 2017.
In juli 2015 werd Katy Perry de eerste artiest ooit waarvan twee muziekvideo's meer dan 1 miljard keer zijn bekeken.

### 2016–heden:RiseenWitness
De eerste single van mijn nieuwe album, Chained to the Rhythm, ging over politieke vrijheid. Bon Appétit ging over seksuele vrijheid en mijn derde single Swish Swish gaat over de bevrijding van al het negatieve in het leven.
— Katy Perry over haar eerste drie singles van Witness

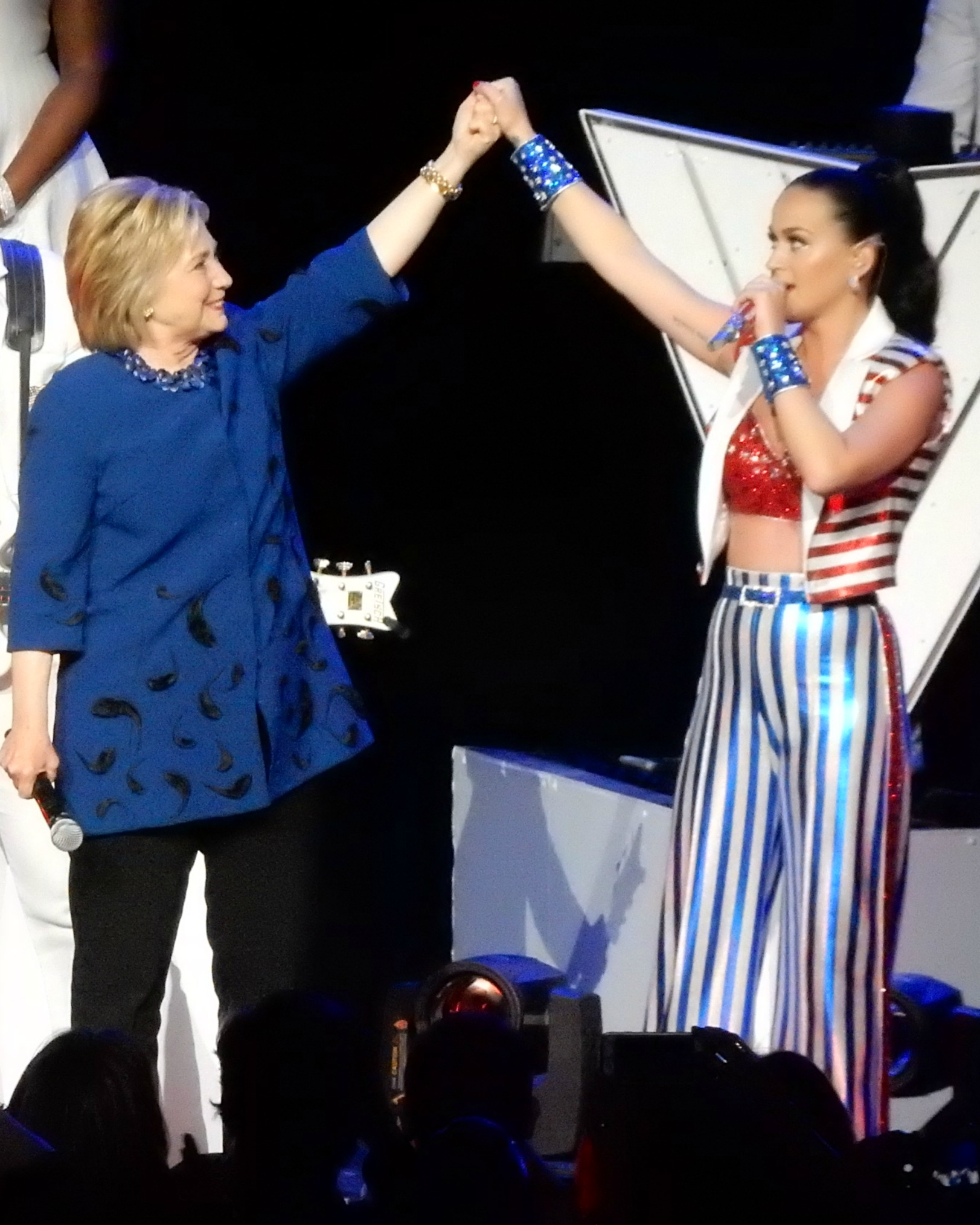
Katy Perry en Hillary Clinton tijdens het I'm With Her Concert

Het nummer Rise kwam op 14 juli 2016 uit. Het werd door het Amerikaanse televisiekanaal NBC gebruikt voor hun verslag van de Olympische Spelen in Rio de Janeiro. De video die op de releasedag uit kwam bevatte beelden van (met name Amerikaanse) olympische atleten. Bij de release bracht Perry naar buiten het nummer al een enige tijd geleden te hebben geschreven.

Dit nummer borrelde al jaren in me. Ik had nu de inspiratie om 'm af te ronden en direct uit te brengen, in plaats van 'm bewaren tot mijn volgende album. Ik heb het gevoel dat de wereld nu meer dan ooit samen moet komen. Ik weet dat we samen boven de angst kunnen uitstijgen.

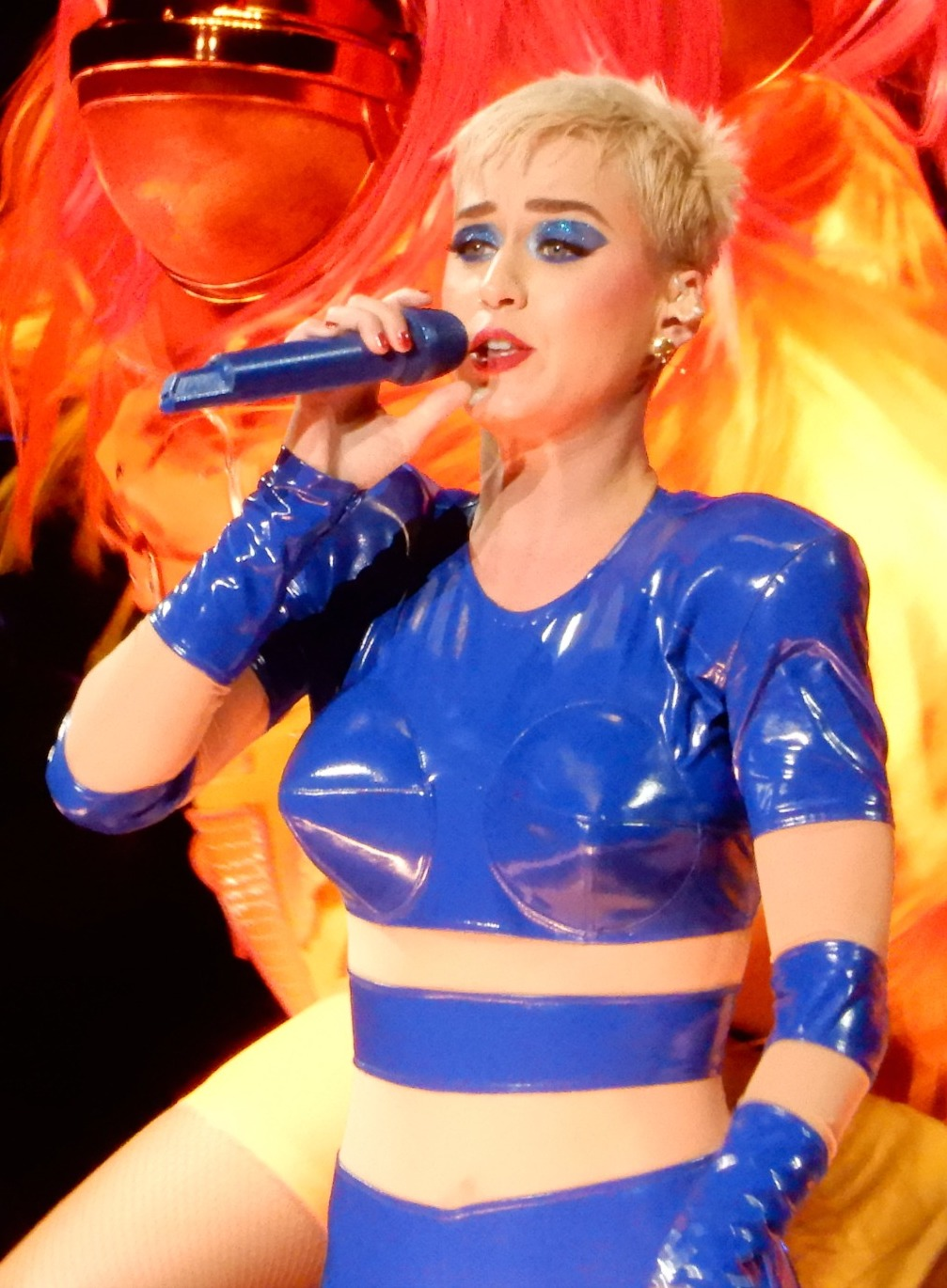
Perry tijdens The Witness Tour

Ze bracht op 10 februari 2017 het nummer Chained to the Rhythm uit, de eerste single van haar vijfde studioalbum. Op het nummer is de Jamaicaanse zanger Skip Marley te horen. Het nummer was een vrij groot succes en brak op Spotify een record voor een vrouwelijke artiest met meer dan 3 miljoen streams. Het haalde in Nederland de 6e plaats in de Top 40 en in België de 6e plaats in de Ultratop 50. Het is door Katy Perry, Sia en voor een deel door Skip Marley geschreven en door Max Martin en Ali Payami geproduceerd. Het nummer gaat over het maatschappelijk bewustzijn van de mens en politieke vrijheid. De muziekvideo kwam op 21 februari 2017 uit en is door Mathew Cullen geregisseerd. Er zitten veel elementen van de samenleving in verwerkt. Het lied werd uitgevoerd bij de Grammy Awards van 2017, de Brit Awards en de IHeartRadio Music Awards. Het heeft in vijftien landen de top 5 bereikt, waarvan in drie landen de eerste plaats.
Katy Perry bracht op 28 april in samenwerking met de Amerikaanse hiphopgroep Migos haar de tweede single uit, Bon Appétit. De muziekvideo hiervan kwam op 12 mei 2017 uit. De video werd in 24 uur ruim 16 miljoen keer bekeken, waarmee het een van de meestbekeken video's in 24 uur tijd is. Dit is het grootste aantal sinds Adeles Hello. Het nummer gaat over seksuele vrijheid. Ze wordt in de video als een maaltijd klaargemaakt en geserveerd. Ze zorgde daarmee voor een controverse, omdat Migos in het verleden homofobe uitspraken heeft gedaan.
Het nummer Swish Swish werd op 19 mei als promotiesingle uitgebracht, in samenwerking met Nicki Minaj. Het nummer is volgens Perry zelf tegen pesten bedoeld. "Het is een soort lofzang tegen alles dat negatief is en je naar beneden helpt", zei ze in The Tonight Show Starring Jimmy Fallon. Andere mensen denken dat het nummer een uithaal naar Taylor Swift is.
Katy Perry kondigde op haar nieuwe album officieel aan met een gelijknamige tournee die door Amerika ging: Witness: The Tour. Deze tournee duurde van 19 september 2017 tot 21 augustus 2018. Het album Witness kwam op 9 juni uit. Het bevat vijftien nummers en is een beeld van haar leven van Perry gezien tegen de gebeurtenissen in de wereld. Er kwam in juni 2017 een nieuwe single met Calvin Harris Feels, het kwam op het album van de producer. Big Sean en Pharrell Williams werkten ook aan het nummer mee en verzorgden samen met Katy de vocals. De single kreeg in België een platina. Perry trad op de Grammy Awards van 2019 samen met Dolly Parton en Kacey Musgraves op. Er verscheen op 14 februari 2019 een nieuwe single 365, een samenwerking met Zedd.
In juli 2019 werd Katy Perry door een jury in Los Angeles veroordeeld voor plagiaat, de uitspraak werd later ongedaan gemaakt door een rechter. Een passage in het nummer Dark Horse werd beoordeeld als identiek aan de beat in Joyful Noise, een nummer uit 2009 van rapper Flame. Perry zou hierbij ruim een half miljoen en haar platenmaatschappij nog eens enkele miljoenen dollars schadevergoeding aan Flame moeten betalen.

### Privéleven
Op 23 oktober 2010 trouwde ze met Russell Brand. Het huwelijk werd in juli 2012 ontbonden.
Sinds 14 februari 2019 is ze verloofd met Orlando Bloom. Op 4 maart 2020 maakte ze in haar single Never Worn White haar zwangerschap bekend. Op 27 augustus 2020 kregen ze samen een dochter.
Op 14 april 2025 nam Perry deel aan een ruimtevlucht van 10 minuten aan boord van Blue Origin NS-31, de elfde bemande ruimtevlucht onder het New Shepard-programma van Blue Origin, samen met Amanda Nguyen, Aisha Bowe, Kerianne Flynn, Gayle King en Lauren Sánchez. Het was de eerste volledig vrouwelijke ruimtevlucht sinds 1963.

## Sociale media
Perry behaalde op 16 juni 2017 de mijlpaal van 100 miljoen volgers op Twitter. Ze had daarmee het grootste aantal volgers op dat platform met als tweede Justin Bieber. Inmiddels heeft ze meer volgers dan Egypte inwoners. Ze startte in 2009 op Twitter en heeft meer dan 9000 tweets verstuurd (stand 9 augustus 2018).

## Discografie

### Albums
| Album met eventuele hitnotering(en) in de Nederlandse Album Top 100 | Datum van verschijnen | Datum van binnenkomst | Hoogste positie | Aantal weken | Opmerkingen |
| ------------------------------------------------------------------- | --------------------- | --------------------- | --------------- | ------------ | ----------- |
| Katy Hudson                                                         | 23-10-2001            | -                     | -               | -            |             |
| One of the Boys                                                     | 12-09-2008            | 20-09-2008            | 32              | 35           |             |
| Teenage Dream                                                       | 27-08-2010            | 04-09-2010            | 6               | 42           | Goud        |
| Teenage Dream: The Complete Confection                              | 23-03-2012            | 31-03-2012            | 44              | 12           |             |
| Prism                                                               | 18-10-2013            | 26-10-2013            | 4               | 57           | Platina     |
| Witness                                                             | 09-06-2017            | 17-06-2017            | 8               | 17           | Goud        |

| Album met hitnotering(en) in de Vlaamse Ultratop 200 albums | Datum van verschijnen | Datum van binnenkomst | Hoogste positie | Aantal weken | Opmerkingen |
| ----------------------------------------------------------- | --------------------- | --------------------- | --------------- | ------------ | ----------- |
| One of the Boys                                             | 2008                  | 20-09-2008            | 24              | 49           | Goud        |
| Teenage Dream                                               | 2010                  | 04-09-2010            | 10              | 326*         | Goud        |
| Teenage Dream: The Complete Confection                      | 2012                  | 31-03-2012            | 14              | 24           |             |
| Prism                                                       | 2013                  | 02-11-2013            | 5               | 39           |             |
| Witness                                                     | 2017                  | 17-06-2017            | 8               | 24           |             |
| 143                                                         | 2024                  | 28-09-2024            | 6               | 3*           |             |

### Singles
| Single met eventuele hitnotering(en) in de Nederlandse Top 40 | Datum van verschijnen | Datum van binnenkomst | Hoogste positie | Aantal weken | Opmerkingen                                                                                |
| ------------------------------------------------------------- | --------------------- | --------------------- | --------------- | ------------ | ------------------------------------------------------------------------------------------ |
| I Kissed a Girl                                               | 28-04-2008            | 26-07-2008            | 1(2wk)          | 15           | Nr. 3 in de Single Top 100 / Alarmschijf                                                   |
| Hot n Cold                                                    | 09-09-2008            | 01-11-2008            | 1(2wk)          | 19           | Nr. 5 in de Single Top 100 / Alarmschijf                                                   |
| Thinking of You                                               | 12-01-2009            | 07-02-2009            | 18              | 9            | Nr. 79 in de Single Top 100 / Alarmschijf                                                  |
| Waking Up in Vegas                                            | 10-08-2009            | 06-06-2009            | 12              | 10           | Nr. 78 in de Single Top 100                                                                |
| Starstrukk                                                    | 08-09-2009            | 19-12-2009            | tip2            | -            | met 3OH!3 / Nr. 65 in de Single Top 100                                                    |
| If We Ever Meet Again                                         | 15-02-2010            | 27-02-2010            | 11              | 11           | met Timbaland / Nr. 27 in de Single Top 100                                                |
| California Gurls                                              | 11-05-2010            | 29-05-2010            | 2               | 19           | met Snoop Dogg / Nr. 6 in de Single Top 100 / Alarmschijf                                  |
| Teenage Dream                                                 | 23-07-2010            | 14-08-2010            | 4               | 16           | Nr. 17 in de Single Top 100 / Alarmschijf                                                  |
| Firework                                                      | 18-10-2010            | 06-11-2010            | 8               | 12           | Nr. 6 in Single Top 100 / Alarmschijf                                                      |
| E.T.                                                          | 16-02-2011            | 05-03-2011            | 27              | 6            | met Kanye West / Nr. 39 in de Single Top 100 / Alarmschijf                                 |
| Last Friday Night (T.G.I.F.)                                  | 06-06-2011            | 11-06-2011            | 7               | 17           | Nr. 24 in de Single Top 100 / Alarmschijf                                                  |
| The One That Got Away                                         | 04-10-2011            | 19-11-2011            | 21              | 8            | Nr. 66 in de Single Top 100                                                                |
| Part of Me                                                    | 13-02-2012            | 10-03-2012            | 27              | 4            | Nr. 28 in de Single Top 100 / Alarmschijf                                                  |
| Wide Awake                                                    | 22-05-2012            | 23-06-2012            | 26              | 8            | Nr. 41 in de Single Top 100 / Alarmschijf                                                  |
| Roar                                                          | 10-08-2013            | 24-08-2013            | 2               | 24           | Nr. 5 in de Single Top 100 / Alarmschijf                                                   |
| Dark Horse                                                    | 17-09-2013            | 28-09-2013            | tip18           | -            | met Juicy J / Nr. 74 in de Single Top 100                                                  |
| Walking on Air                                                | 30-09-2013            | -                     |                 |              | Nr. 47 in de Single Top 100                                                                |
| Unconditionally                                               | 16-10-2013            | 02-11-2013            | 32              | 5            | Nr. 53 in de Single Top 100 / Alarmschijf                                                  |
| Who You Love                                                  | 03-09-2013            | 09-11-2013            | tip18           | -            | met John Mayer                                                                             |
| Dark Horse                                                    | 17-09-2013            | 25-01-2014            | 1(2wk)          | 24           | Re-entry / met Juicy J / Nr. 1 in de Single Top 100 / Alarmschijf                          |
| Birthday                                                      | 21-03-2014            | 19-04-2014            | 35              | 5            | Nr. 56 in de Single Top 100                                                                |
| Legendary Lovers                                              | 2014                  | 14-06-2014            | 33              | 3            | Alarmschijf                                                                                |
| This Is How We Do                                             | 12-08-2014            | 30-08-2014            | 14              | 11           | Nr. 20 in de Single Top 100                                                                |
| Rise                                                          | 15-07-2016            | 23-07-2016            | 34              | 3            | Nr. 95 in de Single Top 100 / Alarmschijf                                                  |
| Chained to the Rhythm                                         | 10-02-2017            | 25-02-2017            | 6               | 18           | met Skip Marley / Nr. 14 in de Single Top 100 / Alarmschijf                                |
| Bon Appétit                                                   | 2017                  | 20-05-2017            | 24              | 8            | met Migos / Nr. 41 in de Single Top 100                                                    |
| Swish Swish                                                   | 2017                  | 24-06-2017            | 28              | 5            | met Nicki Minaj / Nr. 53 in de Single Top 100                                              |
| Feels                                                         | 2017                  | 08-07-2017            | 6               | 20           | met Calvin Harris, Pharrell Williams & Big Sean / Nr. 9 in de Single Top 100 / Alarmschijf |
| Hey Hey Hey                                                   | 2017                  | 30-12-2017            | tip13           | -            |                                                                                            |
| 365                                                           | 2019                  | 02-03-2019            | 24              | 7            | met Zedd / Nr. 73 in de Single Top 100                                                     |
| Never Really Over                                             | 31-05-2019            | 01-06-2019            | 17              | 7            |                                                                                            |
| Harleys in Hawaii                                             | 2019                  | 27-10-2019            | tip20           | -            |                                                                                            |
| Never Worn White                                              | 06-03-2020            | 07-03-2020            | tip18           | -            |                                                                                            |
| Daisies                                                       | 2020                  | 16-05-2020            | tip10           | -            |                                                                                            |
| Smile                                                         | 2020                  | 18-07-2020            | tip23           | 3            |                                                                                            |
| When I'm Gone                                                 | 29-12-2021            | 15-01-2022            | 11              | 16           | met Alesso                                                                                 |

| Single met hitnotering(en) in de Vlaamse Ultratop 50 | Datum van verschijnen | Datum van binnenkomst | Hoogste positie | Aantal weken | Opmerkingen                                               |
| ---------------------------------------------------- | --------------------- | --------------------- | --------------- | ------------ | --------------------------------------------------------- |
| I Kissed a Girl                                      | 2008                  | 16-08-2008            | 1(5wk)          | 26           | Goud                                                      |
| Hot n Cold                                           | 2008                  | 29-11-2008            | 2               | 24           | Goud                                                      |
| Thinking of You                                      | 2009                  | 14-03-2009            | tip9            | -            |                                                           |
| Waking Up in Vegas                                   | 2009                  | 30-05-2009            | tip6            | -            |                                                           |
| Starstrukk                                           | 2009                  | 30-01-2010            | 21              | 13           | met 3OH!3                                                 |
| If We Ever Meet Again                                | 2010                  | 24-04-2010            | 12              | 12           | met Timbaland                                             |
| California Gurls                                     | 2010                  | 22-05-2010            | 6               | 21           | met Snoop Dogg / Goud                                     |
| Teenage Dream                                        | 2010                  | 04-09-2010            | 14              | 13           | Nr. 24 in de Radio 2 Top 30                               |
| Firework                                             | 2010                  | 13-11-2010            | 5               | 20           | Goud                                                      |
| E.T.                                                 | 2011                  | 16-04-2011            | 24              | 11           | met Kanye West                                            |
| Last Friday Night (T.G.I.F.)                         | 2011                  | 25-06-2011            | 22              | 15           |                                                           |
| The One That Got Away                                | 2011                  | 03-12-2011            | 33              | 9            |                                                           |
| Part of Me                                           | 2012                  | 07-04-2012            | 18              | 8            |                                                           |
| Wide Awake                                           | 2012                  | 07-07-2012            | 25              | 10           |                                                           |
| Roar                                                 | 2013                  | 24-08-2013            | 5               | 22           | Goud                                                      |
| Walking on Air                                       | 2013                  | 12-10-2013            | 44              | 1            |                                                           |
| Unconditionally                                      | 2013                  | 07-12-2013            | 49              | 2            | Nr. 16 in de Radio 2 Top 30                               |
| Dark Horse                                           | 2014                  | 15-02-2014            | 1(3wk)          | 19           | met Juicy J / Goud                                        |
| Birthday                                             | 2014                  | 19-04-2014            | tip2            | -            |                                                           |
| This Is How We Do                                    | 2014                  | 27-09-2014            | 36              | 6            |                                                           |
| Rise                                                 | 2016                  | 23-07-2016            | tip2            | -            |                                                           |
| Chained to the Rhythm                                | 2017                  | 25-02-2017            | 6               | 16           | met Skip Marley / Goud                                    |
| Bon Appétit                                          | 2017                  | 06-05-2017            | tip5            | -            | met Migos                                                 |
| Swish Swish                                          | 2017                  | 03-06-2017            | tip3            | -            | met Nicki Minaj                                           |
| Feels                                                | 2017                  | 08-07-2017            | 3               | 25           | met Calvin Harris, Pharrell Williams & Big Sean / Platina |
| 365                                                  | 2019                  | 23-02-2019            | tip1            | -            | met Zedd                                                  |
| Never Really Over                                    | 2019                  | 23-02-2019            | 22              | 13           |                                                           |
| Small Talk                                           | 2019                  | 17-08-2019            | tip15           | -            |                                                           |
| Cozy Little Christmas                                | 2019                  | 28-12-2019            | 22              | 1            |                                                           |
| Daisies                                              | 2020                  | 23-05-2020            | tip33           | -            |                                                           |
| Smile                                                | 2020                  | 18-07-2020            | tip12           | -            |                                                           |
| Resilient (Tiësto remix)                             | 2020                  | 21-11-2020            | tip             | -            | met Aitana                                                |
| Electric                                             | 2021                  | 22-05-2021            | tip             | -            |                                                           |
| When I'm Gone                                        | 29-12-2021            | 07-02-2022            | 25              | 14           | met Alesso                                                |

### NPO Radio 2 Top 2000
| Nummers met noteringen in de NPO Radio 2 Top 2000 | '09  | '10 | '11  | '12  | '13  | '14  | '15  | '16  | '17  | '18  |
| ------------------------------------------------- | ---- | --- | ---- | ---- | ---- | ---- | ---- | ---- | ---- | ---- |
| Chained to the Rhythm (met Skip Marley)           | ×    | ×   | ×    | ×    | ×    | ×    | ×    | ×    | 1967 | -    |
| Firework                                          | ×    | -   | -    | -    | -    | 1484 | 1500 | -    | -    | -    |
| Hot N Cold                                        | 1746 | -   | 1209 | 1685 | 1380 | -    | -    | -    | -    | -    |
| I Kissed a Girl                                   | -    | -   | 1666 | -    | 1633 | -    | -    | -    | -    | -    |
| Roar                                              | ×    | ×   | ×    | ×    | 1654 | 879  | 1080 | 1698 | 1651 | 1720 |

1. ↑  Een '-' betekent dat het nummer niet was genoteerd, een '×' betekent dat het nummer nog niet was uitgebracht en een vetgedrukt getal geeft de hoogste notering van een nummer aan.
2. ↑  2009 was het eerste jaar met een notering voor Katy Perry.
3. ↑  Deze tabel is bijgewerkt tot en met de laatste editie (2024).

### Dvd's
| Muziek-dvd met eventuele hitnotering(en) in de Nederlandse Muziek Dvd Top 30 | Datum van verschijnen | Datum van binnenkomst | Hoogste positie | Aantal weken | Opmerkingen |
| ---------------------------------------------------------------------------- | --------------------- | --------------------- | --------------- | ------------ | ----------- |
| The Prismatic World Tour Live                                                | 2015                  | 07-11-2015            | 3               | 6            |             |

| Dvd's met hitnoteringen in de Vlaamse Ultratop muziek-dvd top 10/20 | Datum van verschijnen | Datum van binnenkomst | Hoogste positie | Aantal weken | Opmerkingen |
| ------------------------------------------------------------------- | --------------------- | --------------------- | --------------- | ------------ | ----------- |
| The Prismatic World Tour Live                                       | 2015                  | 07-11-2015            | 1               | 5            |             |

### Videoclips
| Jaar | Titel                                 | Album                                             | Regisseur                       |
| ---- | ------------------------------------- | ------------------------------------------------- | ------------------------------- |
| 2008 | Ur So Gay                             | One of the Boys                                   | Walter May                      |
| 2008 | I Kissed a Girl                       | One of the Boys                                   | Kinga Burza                     |
| 2008 | Hot n Cold                            | One of the Boys                                   | Alan Ferguson                   |
| 2009 | Thinking of You                       | One of the Boys                                   | Melina Matsoukas                |
| 2009 | Waking Up in Vegas                    | One of the Boys                                   | Joseph Kahn                     |
| 2009 | Starstrukk (met 3OH!3)                | Want (3OH!3)                                      | Marc Klasfeld & Steve Jocz      |
| 2010 | If We Ever Meet Again (met Timbaland) | Timbaland Presents Shock Value II (met Timbaland) | Paul "Coy" Allen                |
| 2010 | California Gurls (met Snoop Dogg)     | Teenage Dream                                     | Mathew Cullen                   |
| 2010 | Teenage Dream                         | Teenage Dream                                     | Yoann Lemoine                   |
| 2010 | Firework                              | Teenage Dream                                     | Dave Meyers                     |
| 2011 | E.T. (met Kanye West)                 | Teenage Dream                                     | Floria Sigismondi               |
| 2011 | Last Friday Night (T.G.I.F.)          | Teenage Dream                                     | Marc Klasfeld & Danny Lockwood  |
| 2011 | The One That Got Away                 | Teenage Dream                                     | Floria Sigismondi               |
| 2012 | Part of Me                            | Teenage Dream: The Complete Confection            | Ben Mor                         |
| 2012 | Wide Awake                            | Teenage Dream: The Complete Confection            | Tony T. Datis                   |
| 2013 | Roar                                  | Prism                                             | Grady Hall & Mark Kudsi         |
| 2013 | Unconditionally                       | Prism                                             | Brent Bonacorso                 |
| 2013 | Who You Love (met John Mayer)         | Paradise Valley                                   | Sophie Muller                   |
| 2014 | Dark Horse (met Juicy J)              | Prism                                             | Mathew Cullen                   |
| 2014 | Birthday                              | Prism                                             | Marc Klasfeld & Danny Lockwood  |
| 2014 | This Is How We Do                     | Prism                                             | Joel Kefali                     |
| 2015 | Rise                                  |                                                   | Matthew Ayriss & Danny Lockwood |
| 2017 | Chained to the Rhythm                 | Witness                                           | Mathew Cullen                   |
| 2017 | Bon Appétit                           | Witness                                           | Dent De Cuir                    |

## Tournees
- Hello Katy Tour (2009)
- California Dreams Tour (2011–2012)
- The Prismatic World Tour (2014–2015)
- Witness: The Tour (2017–2018)